# Idactus tridens
Idactus tridens es una especie de escarabajo longicornio del género Idactus, tribu Ancylonotini, subfamilia Lamiinae. Fue descrita científicamente por Pascoe en 1864.

## Descripción
Mide 9-17 milímetros de longitud.

## Distribución
Se distribuye por Kenia, Malaui, Mozambique, Namibia, República Democrática del Congo, Transvaal, Zambia y Zimbabue.